# Peloropeodes ornatipes
Peloropeodes ornatipes är en tvåvingeart som först beskrevs av Van Duzee 1930.  Peloropeodes ornatipes ingår i släktet Peloropeodes och familjen styltflugor. Inga underarter finns listade i Catalogue of Life.